# Margaret Clitherow
Margaret Clitherow, kallad Yorks pärla, född 1556 i York, död 25 mars 1586 vid Ouse Bridge i York, var en engelsk katolik som dömdes till döden för att härbärgerat romersk-katolska präster i sin bostad vid gatan The Shambles i York. Hon vördas som helgon inom Romersk-katolska kyrkan och tillhör Englands och Wales fyrtio martyrer.
Efter det att Henrik VIII hade brutit med påven och den engelska kyrkan blivit självständig kom den romersk-katolska befolkningen i norra England att drabbas av förföljelser. 
Margaret Clitherow gömde präster i sin bostad, där de även firade mässan. År 1586 greps hon och dömdes till att krossas till döds. Dörren från hennes hus lades över henne och på denna lades en stor mängd stenar och klippblock. Hon var död efter 15 minuter.

### Webbkällor
- ”St. Margaret Clitherow”. Catholic Encyclopedia. New Advent. http://www.newadvent.org/cathen/04059b.htm. Läst 25 augusti 2018.
- ”Santa Margherita Clitherow, martire in Inghilterra”. Santi e Beati. http://www.santiebeati.it/dettaglio/48175. Läst 25 augusti 2018.